# Otto Frisch
Otto Robert Frisch FRS (Viena, 1 de outubro de 1904 – 22 de setembro de 1979) foi um físico nuclear austríaco. Com Lise Meitner avançou a primeira explanação teórica da fissão nuclear, detectando pela primeira vez experimentalmente os subprodutos da fissão. Depois, com sua colaboração com Rudolf Peierls, projetou o primeiro mecanismo teórico para detonação de uma bomba atômica em 1940.

## Vida
Filho de Justinian Frisch, um pintor, e Auguste Meitner Frisch, uma pianista. Tinha talento para ambas as artes de seus pais, mas compartilhou com sua tia Lise Meitner a paixão pela física, iniciando um período de estudo na Universidade de Viena, graduando-se em 1926 com alguma publicação sobre o efeito do recém descoberto elétron sobre sais.

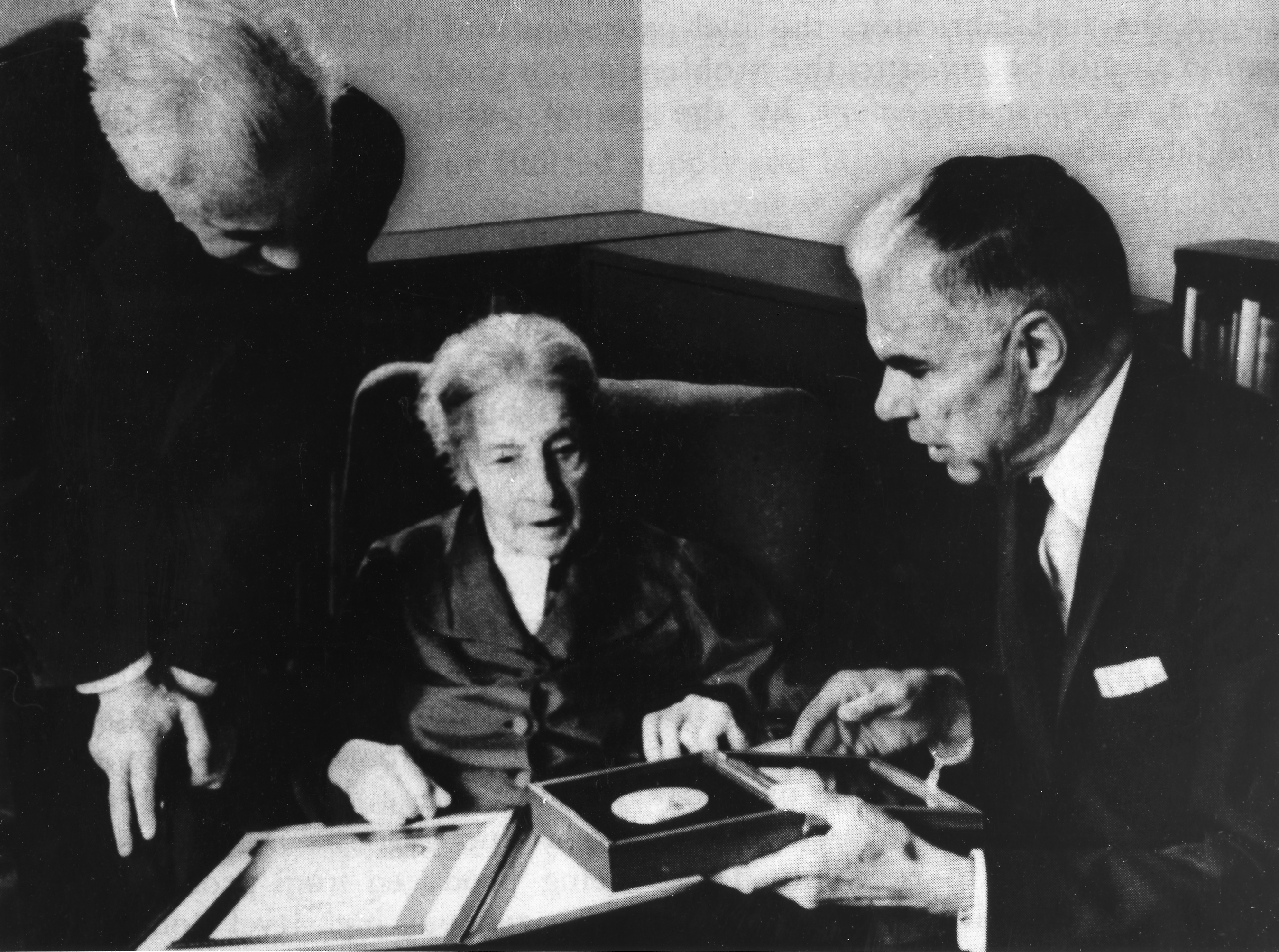
Otto Frisch, Lise Meitner e Glenn Seaborg

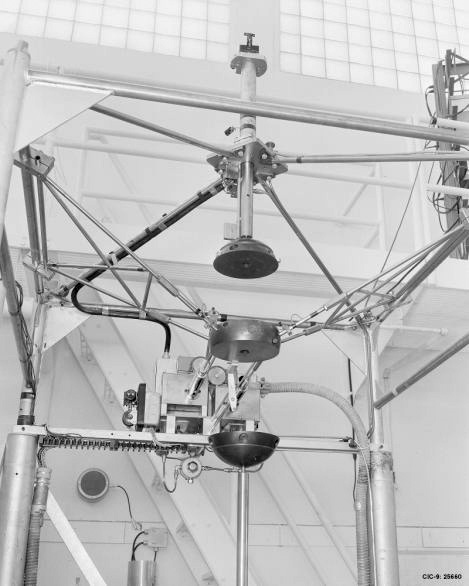
O reator Godiva em Los Alamos

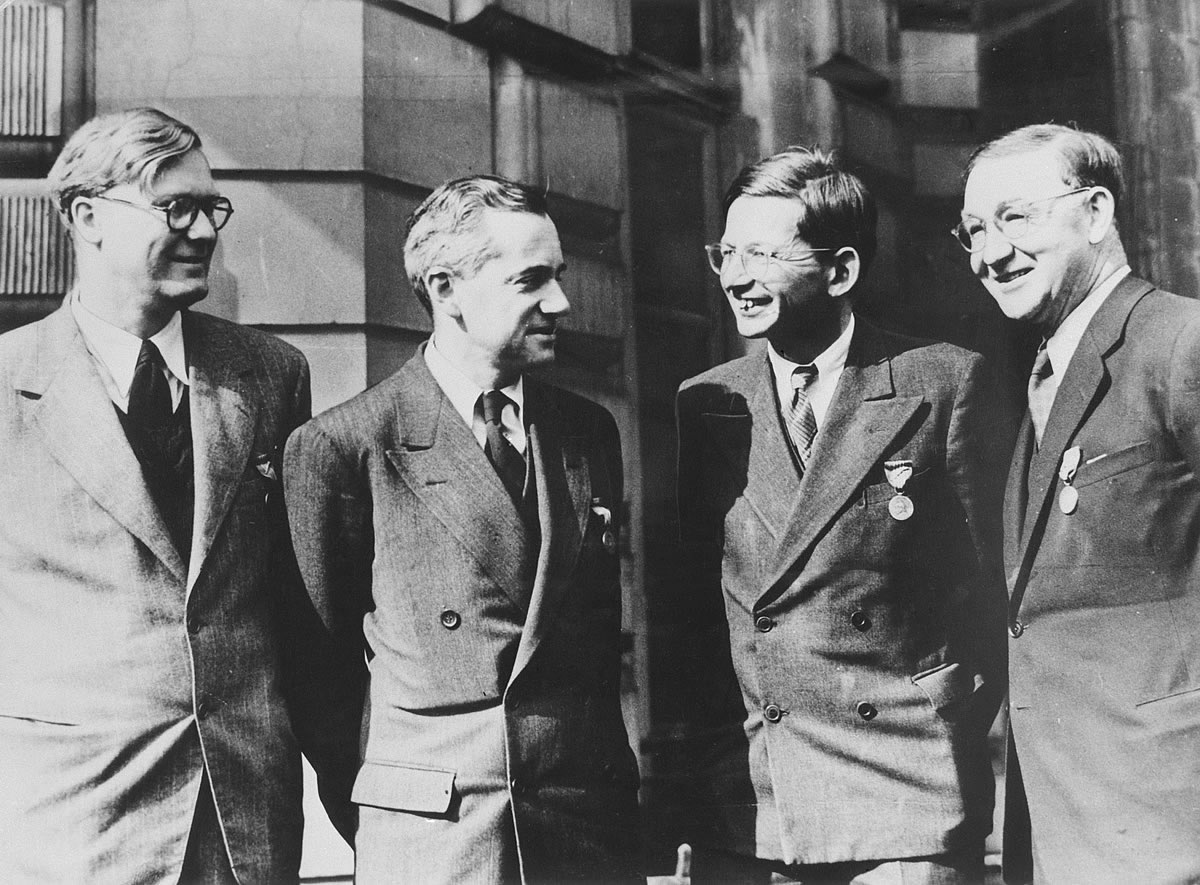
Esquerda para direita: William Penney, Otto Frisch, Rudolf Peierls e John Cockcroft in 1946

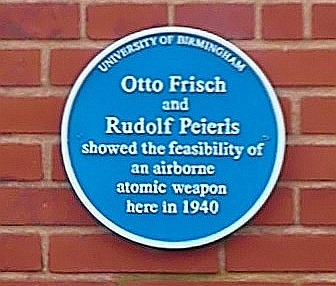
Universidade de Birmingham - Poynting Physics Building - blue plaque